# Grammia perpicta
Grammia perpicta är en fjärilsart som beskrevs av Dyar 1893. Grammia perpicta ingår i släktet Grammia och familjen björnspinnare. Inga underarter finns listade i Catalogue of Life.